# Shiroi chō no sanba
«Shiroi chō no sanba» (白い蝶のサンバ?   en español: «Samba de la mariposa blanca») es una canción compuesta por Katsuo Inoue e interpretada en japonés por Kayoko Moriyama. Se lanzó como sencillo el 25 de enero de 1970 mediante Denon. Más tarde, en julio de 1970, fue publicada en el álbum Kayoko Moriyama.

## Formatos
Todas las letras escritas por Yū Aku, toda la música compuesta por Katsuo Inoue. 
| Disco de vinilo 7" |                       |          |  |
| N.º                | Título                | Duración |  |
| 1.                 | «Shiroi chō no sanba» | 2:54     |  |
| 2.                 | «Koi wa ima shinda»   | 2:41     |  |

## Historial de lanzamiento
| Región | Fecha | Formato            | Discográfica | Ref.  |
| ------ | ----- | ------------------ | ------------ | ----- |
| Japón  | 1970  | Disco de vinilo 7" | Denon        | [ 2 ] |